# И
И هو أحد حروف الأبجدية السيريلية ويعتبر من أقدم الحروف المستعملة خلال فترات السيريلية القديمة والحديثة، نظيره بالعربية هو الصوت «آي» أو I باللاتينية ( يظهر في السلفونية القديمة، السلفونية الكنسية القديمة، الروسية، المقدونية، الصربية، وهي بهيئة مخففة في الأوكرانية، السلفونية النسية الحديثة). الشكل الصغير في الكتابة المترابطة قد يشبه الحرف u باللاتينية.